# 托内尔
托内尔（法語：Tonnerre，法語發音：[tɔnɛʁ] ⓘ），法国中东部城市，勃艮第-弗朗什-孔泰大区约讷省的一个市镇，隶属于阿瓦隆区，其市镇面积为58.3平方公里，2022年1月1日时人口数量为4,268人，在法国城市中排名第2,396位。
托内尔位于约讷省东部，阿爾芒松河畔，是一个区域性的中心城市和交通枢纽，巴黎－马赛铁路和多条干线公路在此交汇。

## 地名来源

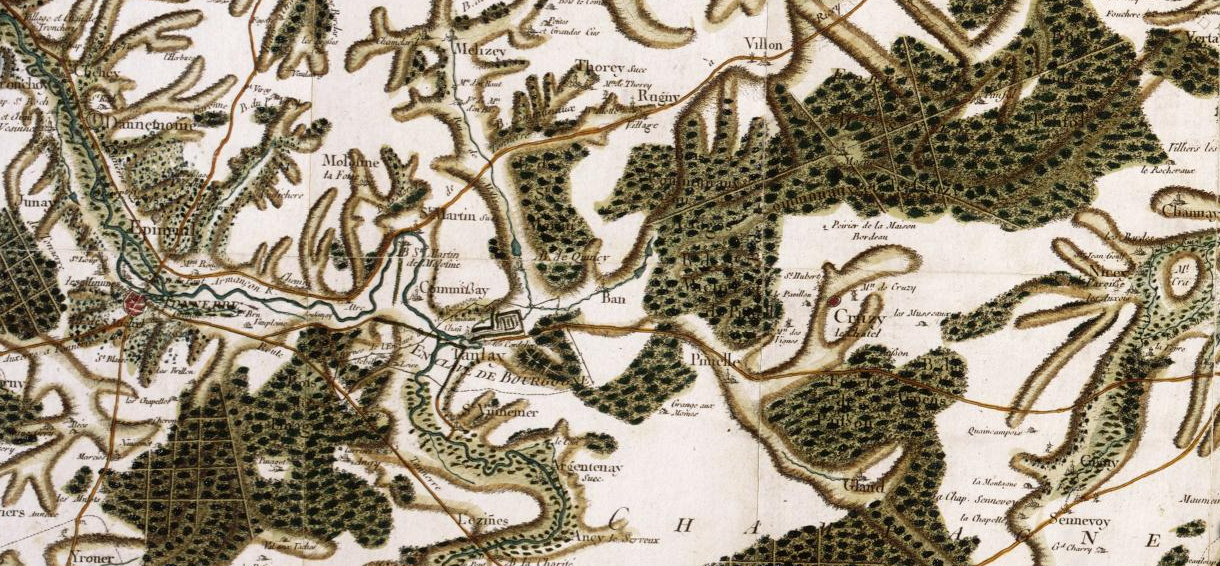
卡西尼地图上的托内尔

“托内尔”一名出现于高卢-罗马时期，其拉丁语形式为，其中意为“激流”，可能与阿爾芒松河有关。
“托内尔”在现代法语中意为“雷暴”。

## 历史
托内尔历史悠久，古典时期即形成村镇，中世纪初为阿瓦隆伯爵的一处领地，公元8世纪时成为一个独立的伯国，1174年，托内尔获得市镇宪章。13世纪，托内尔的玛格丽特与西西里国王查理一世联姻。法国大革命后，托内尔成为约讷省的一个副省会，途径托内尔的巴黎－马赛铁路于19世纪中期建成。1926年，托内尔副省会被撤销。二战后，托内尔北部出现了集中式居民建筑。

## 地理

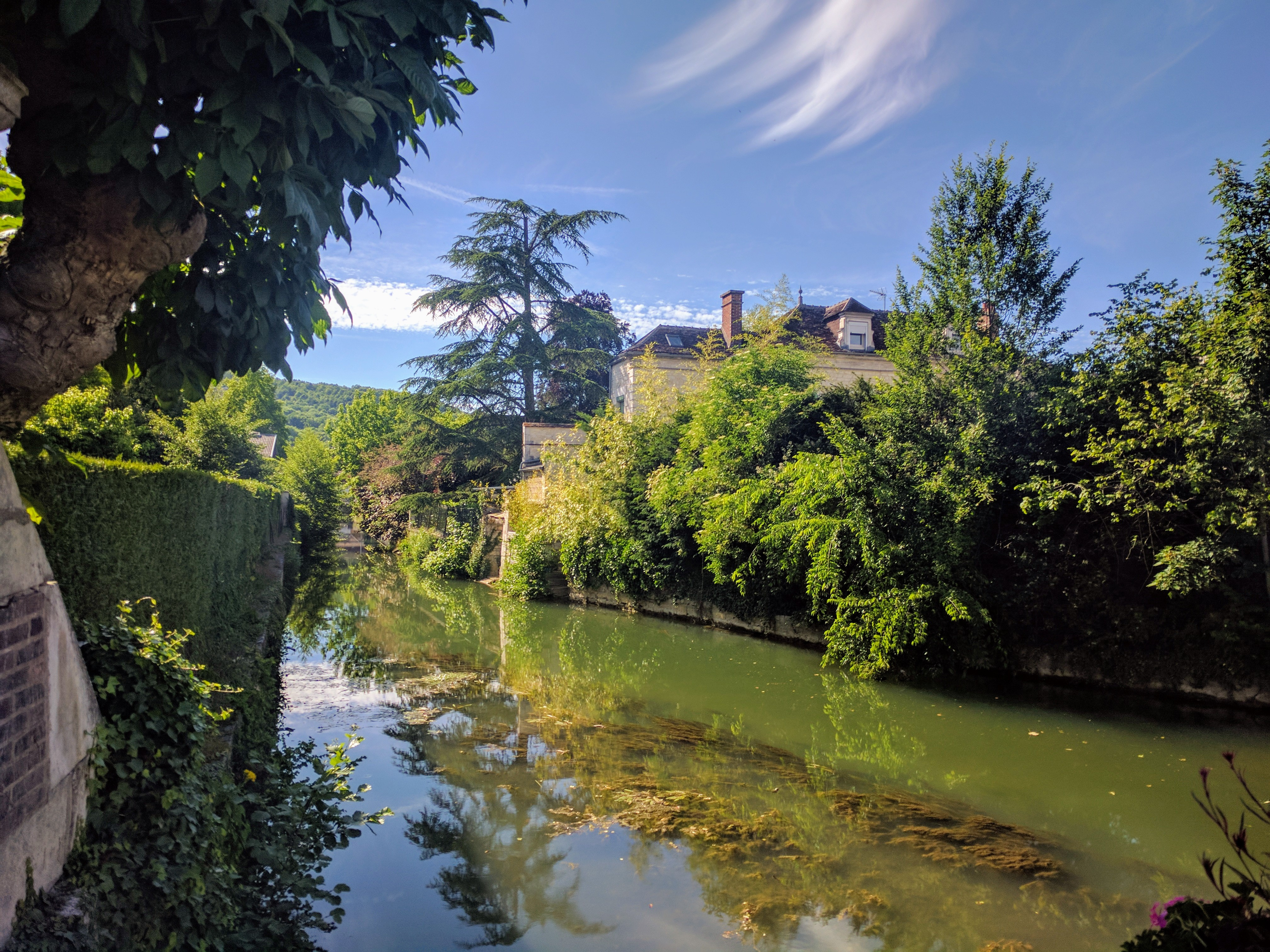
勃艮第运河托内尔段

托内尔位于法国中北部偏东，勃艮第-弗朗什-孔泰大区西北部和约讷省东部，距离省会欧塞尔大约36公里。与托内尔接壤的市镇包括：达讷穆瓦讷、桑堡、维维耶、瑞奈、蒂塞、塞里尼、伊鲁埃尔、维罗、莱济讷、唐莱、阿尔芒松河畔圣马丹、莫洛姆、埃皮讷伊。

### 地形
托内尔位于巴黎盆地东南部边缘，境内以浅丘为主，全境海拔在129到323米之间。

### 水文
阿爾芒松河自东南向西北流经境内，该河是约讷河的支流，属于塞纳河水系。位于市中心的迪奥讷泉是一个卡斯特断层处的天然水源。与阿尔芒松河平行的勃艮第运河由北侧通过。

### 植被
托内尔属于温带落叶林区，市区西侧及河流附近有大片的绿地。

### 气候
托内尔在柯本气候分类法中属于温带海洋性气候，年温差较小，降水分布均匀。

## 行政区划
托内尔是法国勃艮第-弗朗什-孔泰大区约讷省的一个市镇，编号为89418。托内尔隶属于阿瓦隆区，管理托内尔县，同时也是托内尔地区市镇公共社区的办公驻地。
法国国家统计与经济研究所（简称）在进行数据统计时，未将托内尔划入任何城市核心区（Unité urbaine）及城市区（Aire urbaine）内。此外，将托内尔市镇分为了2个“块区”（IRIS），以便于统计人口分布情况。

## 交通

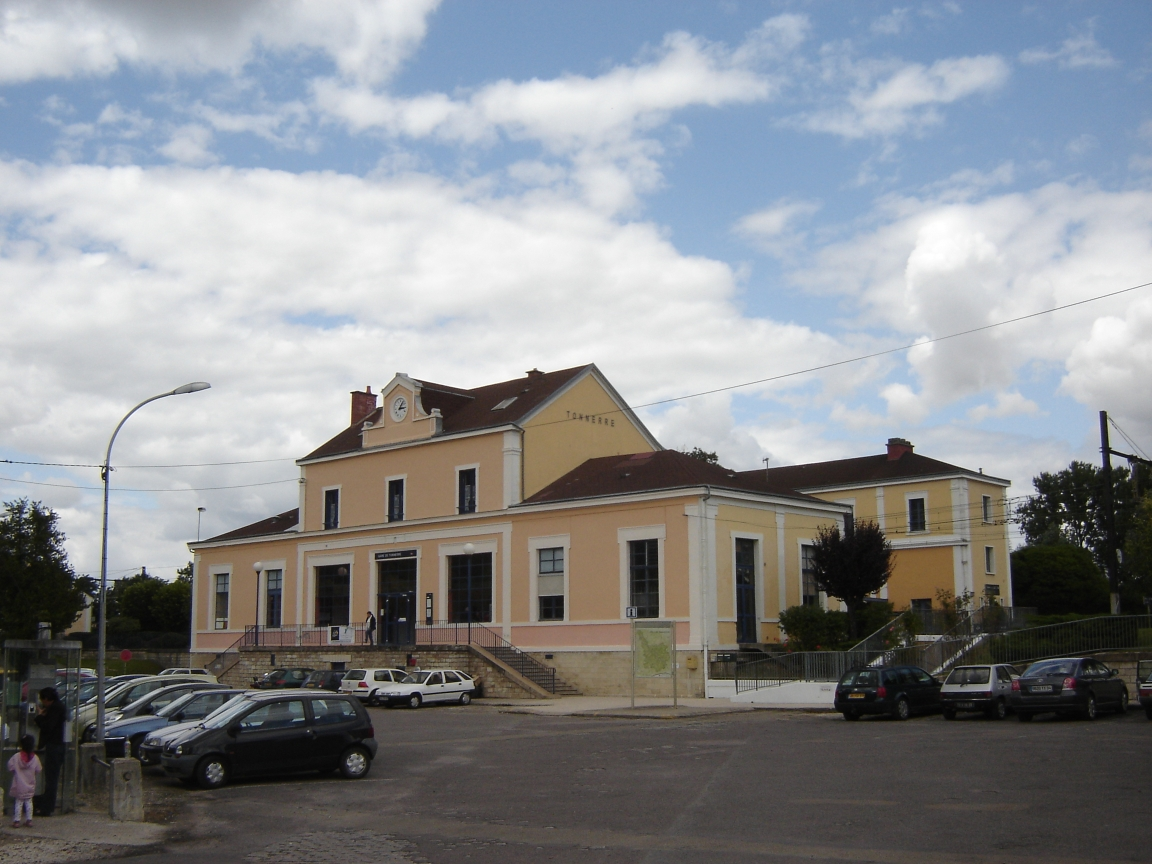
托内尔火车站

### 公路
约讷省省道905线、944线、952线、965线以及多条支线公路在托内尔境内交汇，勃艮第-弗朗什-孔泰大区下属的城际客运提供巴士线路，可前往欧塞尔、阿瓦隆等地。
2017年，51.2%的托内尔家庭拥有至少一辆的私人汽车。2018年，托内尔境内共发生各类交通事故5起，造成1人遇难，6人受伤。

### 铁路
托内尔位于巴黎－马赛铁路上。托内尔站位于市区中部，停靠往返于巴黎和里昂一线的区域列车，以及少量直达欧塞尔的站站乐列车。

### 航空
距离托内尔最近的民用航空站为巴黎-奥利机场，距离托内尔市中心的公路里程约194公里。

### 城市公共交通
托内尔市区暂无城市公共交通系统。

## 政治

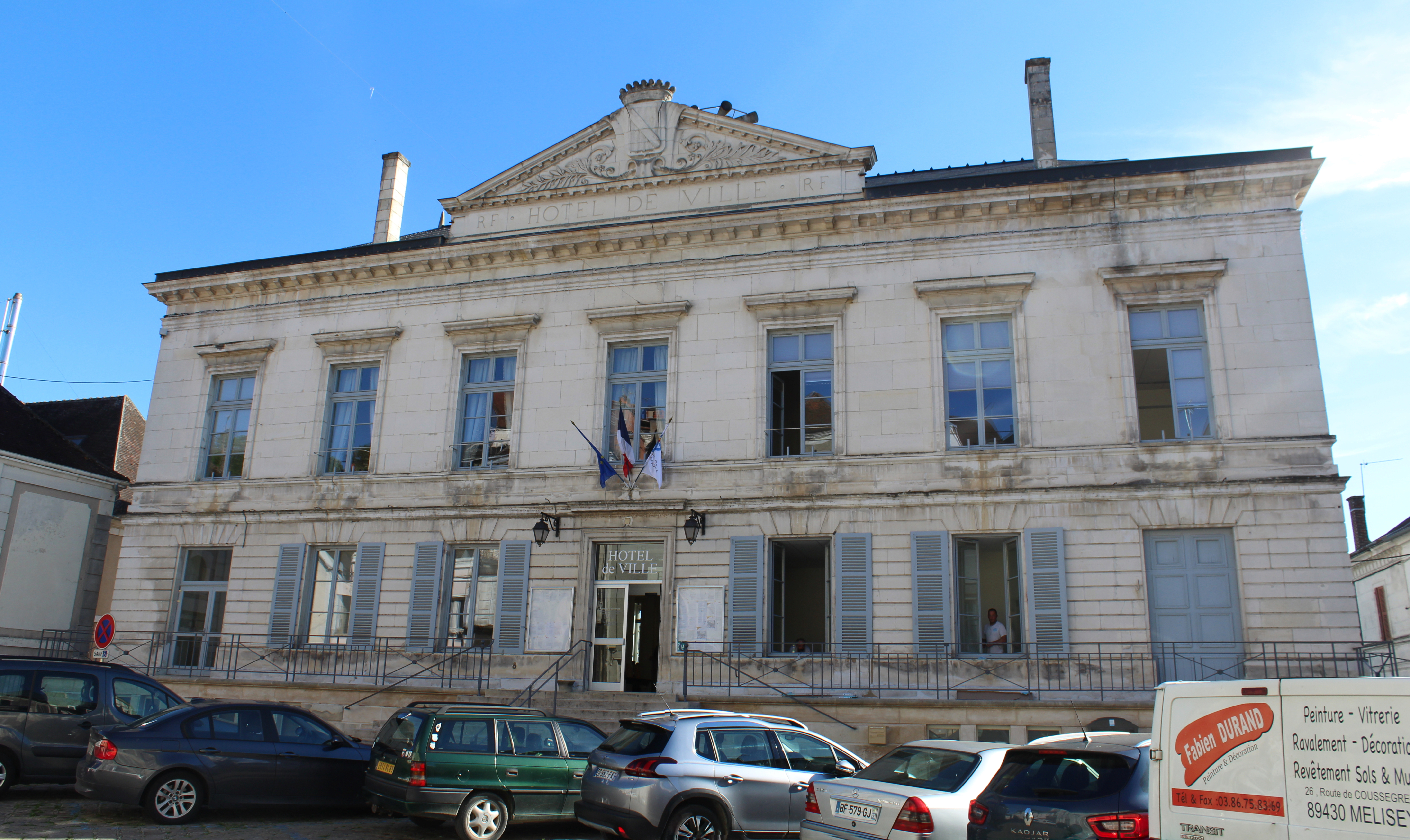
托内尔市政厅

托内尔的现任市长为塞德里克·克莱克先生（Cédric Clech），他是一名中间派，在2020年的市政选举中获得了61.74%的支持率。
在2017年的法国总统大选中，法国第25任总统埃马纽埃尔·马克龙在托内尔获得了58.86%的支持率。

## 人口
2017年，托内尔市镇人口数量为4,575，在法国排名第2,396位。其中男性2,196人，女性2,379人，75岁及以上人口占10.7%，外籍人口数量为1,234人，人口密度为79人/平方公里，当地居民被称为（男性）或（女性）。2018年，托内尔境内出生41人，死亡人口75人。
| 年份   | 1936  | 1946  | 1954  | 1962  | 1968  | 1975  | 1982  | 1990  | 1999  | 2004  | 2009  | 2014  | 2017  |
| ------ | ----- | ----- | ----- | ----- | ----- | ----- | ----- | ----- | ----- | ----- | ----- | ----- | ----- |
| 人口數 | 4,433 | 4,237 | 4,345 | 5,595 | 5,834 | 6,336 | 6,007 | 6,008 | 5,979 | 5,440 | 5,246 | 4,759 | 4,575 |

## 经济
托内尔是一个区域性的中心城市，当地共有各类用人单位631家，其中99.17%为中小型企业（PME），平均历史为18年，社会服务是当地的主要就业岗位类型。

## 财政收入
2018年，托内尔的财政收入总额为5,865,870欧元，财政支出总额为5,452,180欧元，当年的债务总额为5,513,690欧元。
2014年，托内尔的人均月收入总额为2,487欧元，其中高职人员为4,066欧元，普通职员为1,668欧元。
2017年，托内尔境内的青壮年（15至64岁）失业率为23%，当地28.2%的家庭拥有纳税资格。

## 社会事务

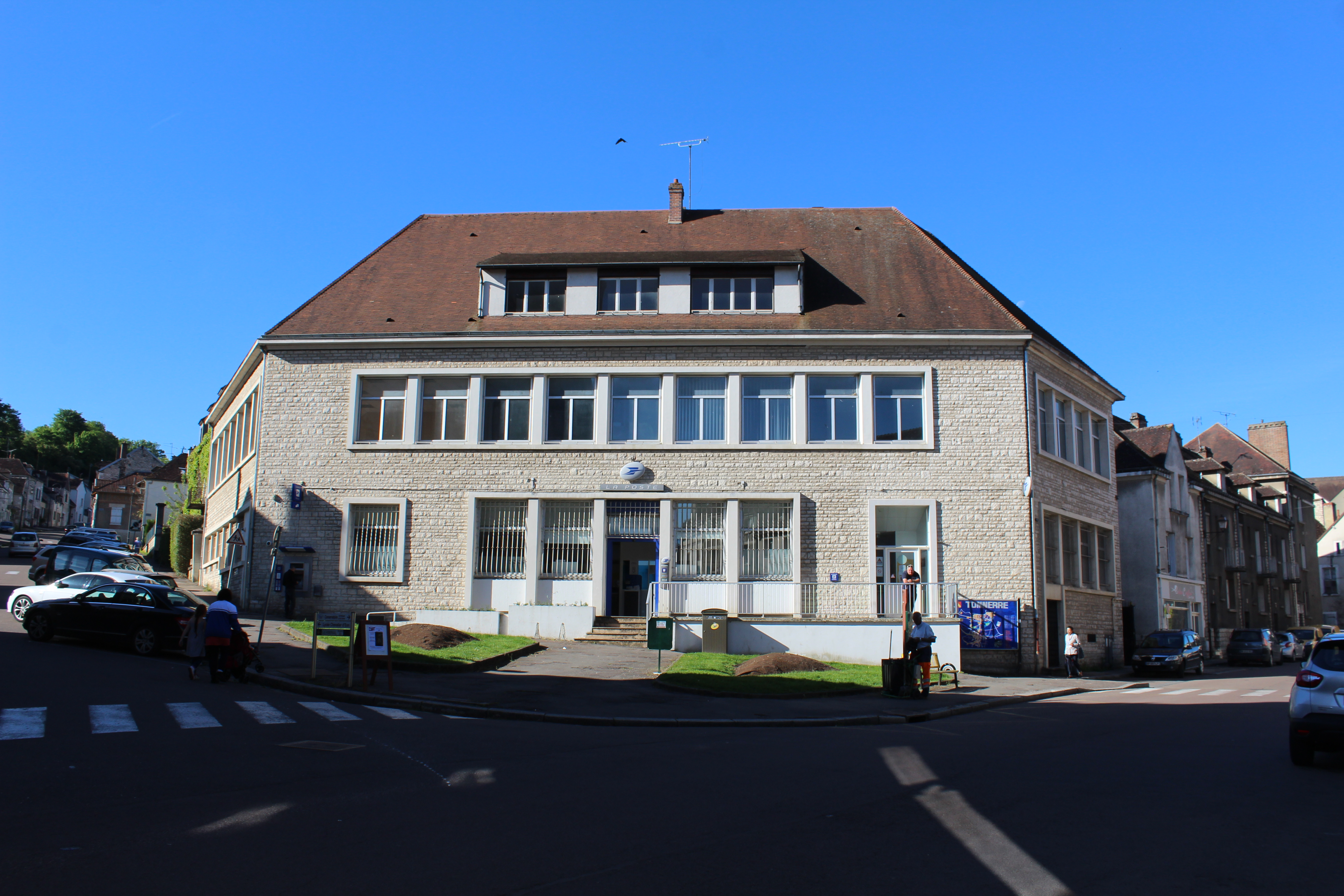
托内尔邮局

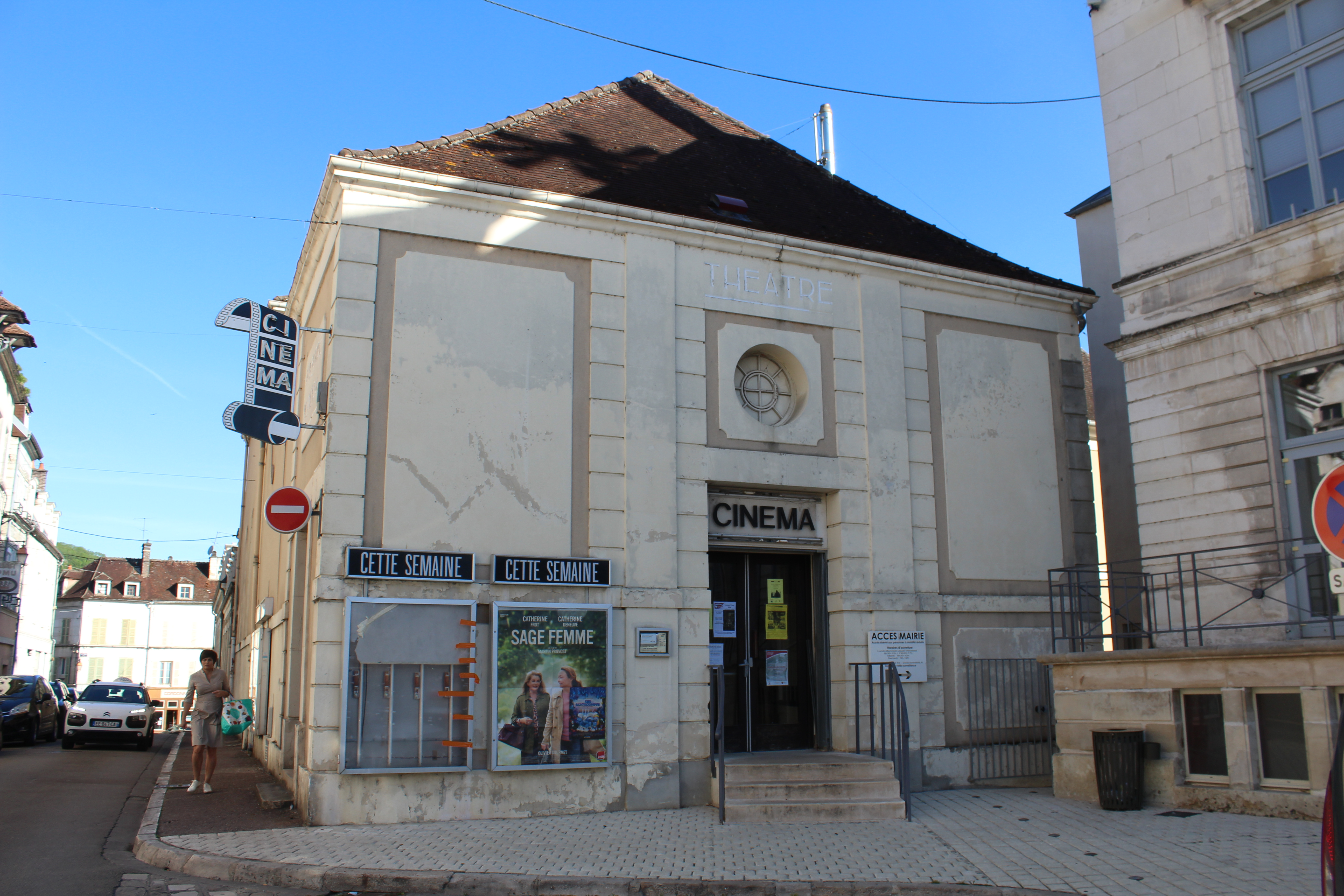
托内尔电影院

### 教育
托内尔属于第戎学区。截止2019年1月1日，托内尔境内共有1所幼儿园、3所小学、1所初级中学和1所普通高中。2018至2019学年度，托内尔境内共有在校中小学生1,147名。

### 医疗
截止2019年1月1日，托内尔境内共有全科医生7名、保健师4名、牙医3名、护士9名、耳科医生1名、眼科医生1名和助产士1名。境内共有药房4家、养老院1家、残疾人帮扶中心3家。
托内尔中心医院（Centre hospitalier du Tonnerrois）是法国的一个区域性医疗机构，其主病区位于托内尔市区，设有床位148个，是当地规模最大的公立综合性医院。

### 住房
2017年，托内尔境内共有各类住房2,843套，其中76.6%为常住房屋。集中式居民区主要分布在市区北部，此外火车站后面也有两栋。

### 商业
2018年，托内尔境内共有各类商铺304家，其中餐饮服务类165家。市区东南部建有大型开放式商业街区，欧尚在此设有分店。

### 体育
2019年，托内尔境内共有1家游泳池、2间健身房、4处网球场、2处足球或橄榄球场以及1处篮球或排球场。
托内尔足球联盟（Union du Football Tonnerrois）是当地的一支足球队，2020至2021赛季参加勃艮第-弗朗什-孔泰大区足球联赛。

### 环境
托内尔的环境事务由其所属的公共社区负责。2018年，托内尔境内共有1家污染企业。

### 治安
2014年，托内尔及附近地区共发生各类案件2,466起，其中盗窃类案件1,061起，经济类案件732起，毒品交易类案件61起。

## 文化
2019年，托内尔境内共有1家电影院、1家博物馆和1家音乐厅。托内尔市政府提供多媒体中心，向公众全年开放。

### 建筑
托内尔境内有多处法国国家文物保护单位，其中托内尔圣皮埃尔教堂是当地的代表性建筑物。

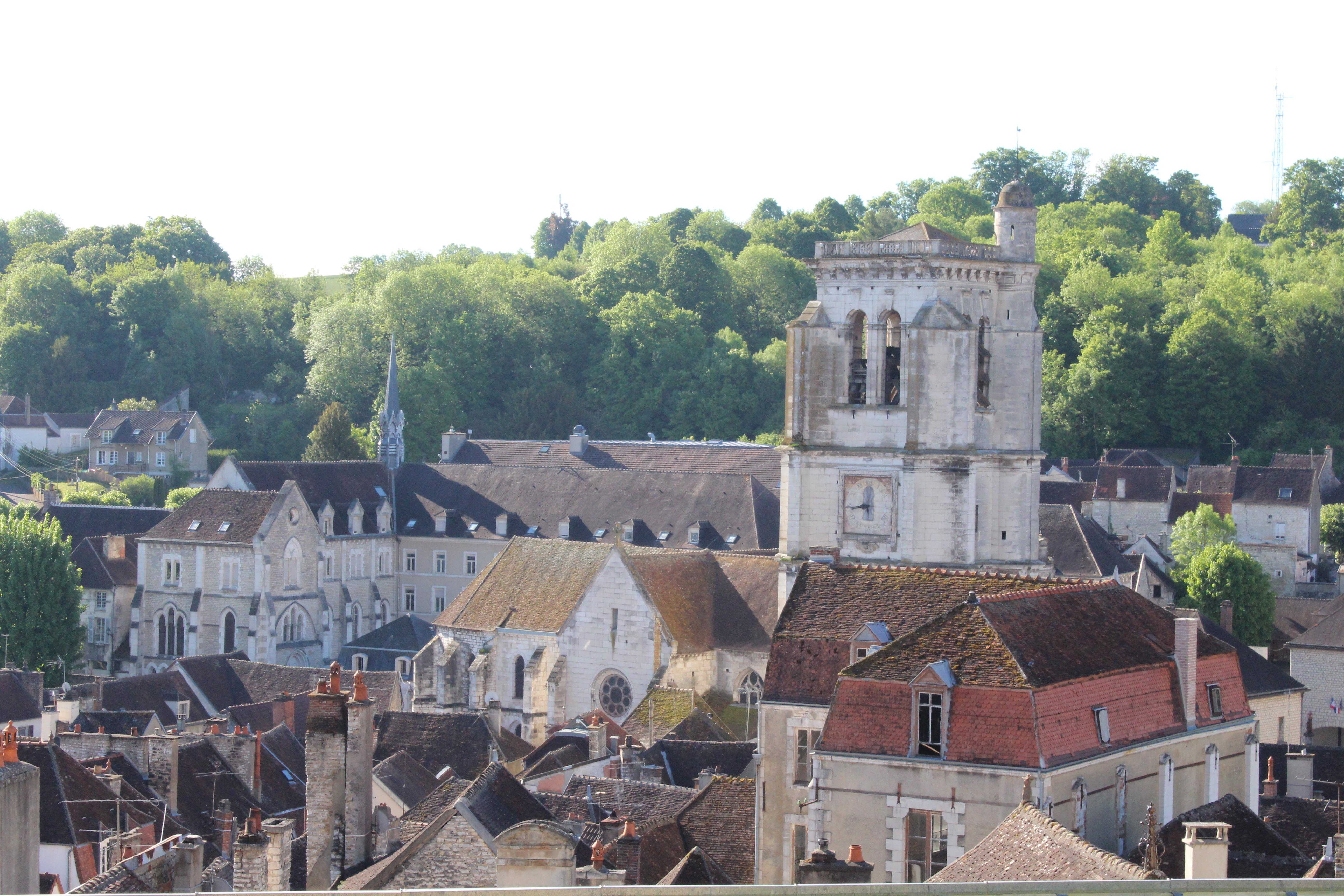
圣母教堂
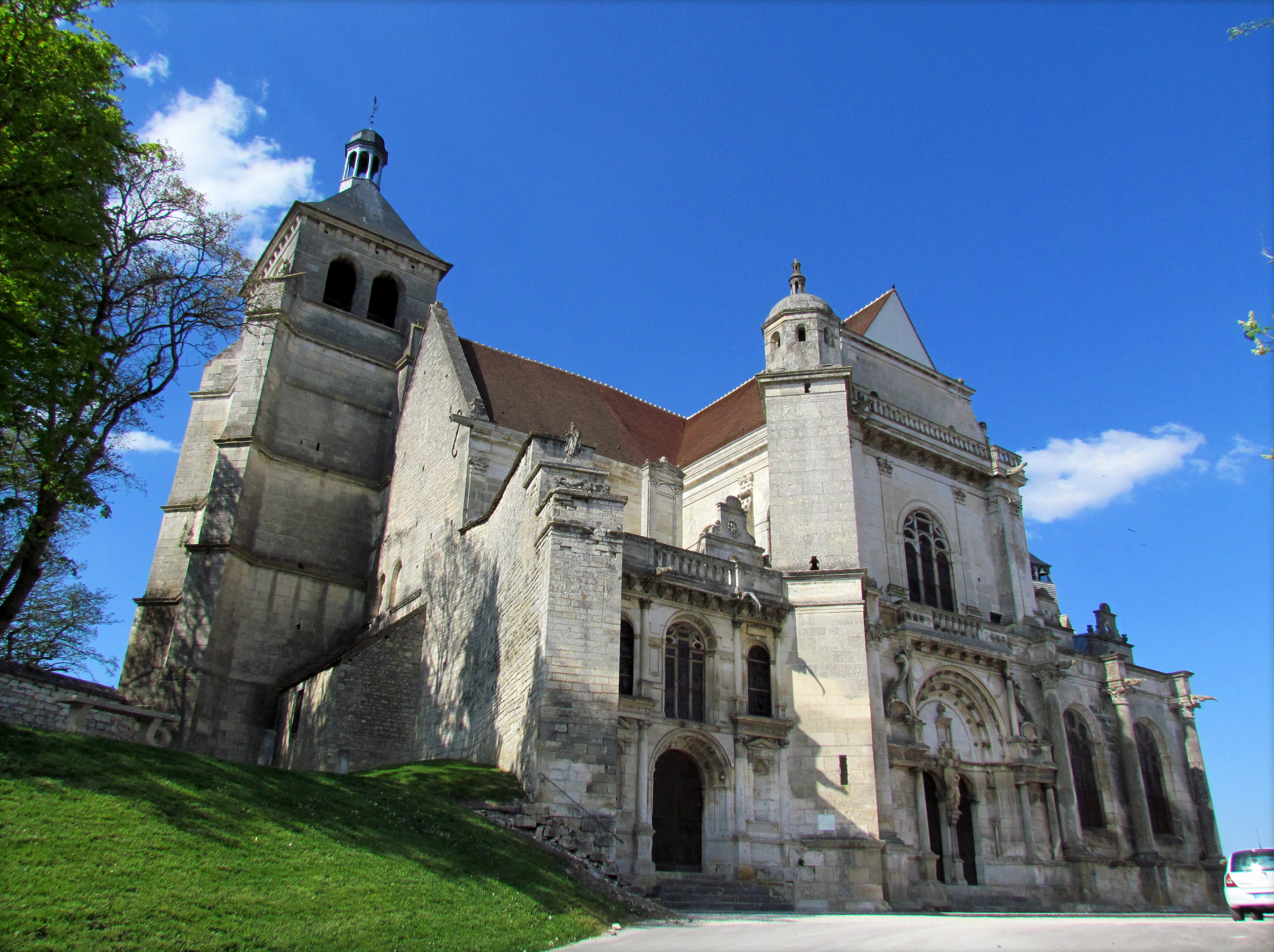
圣皮埃尔教堂
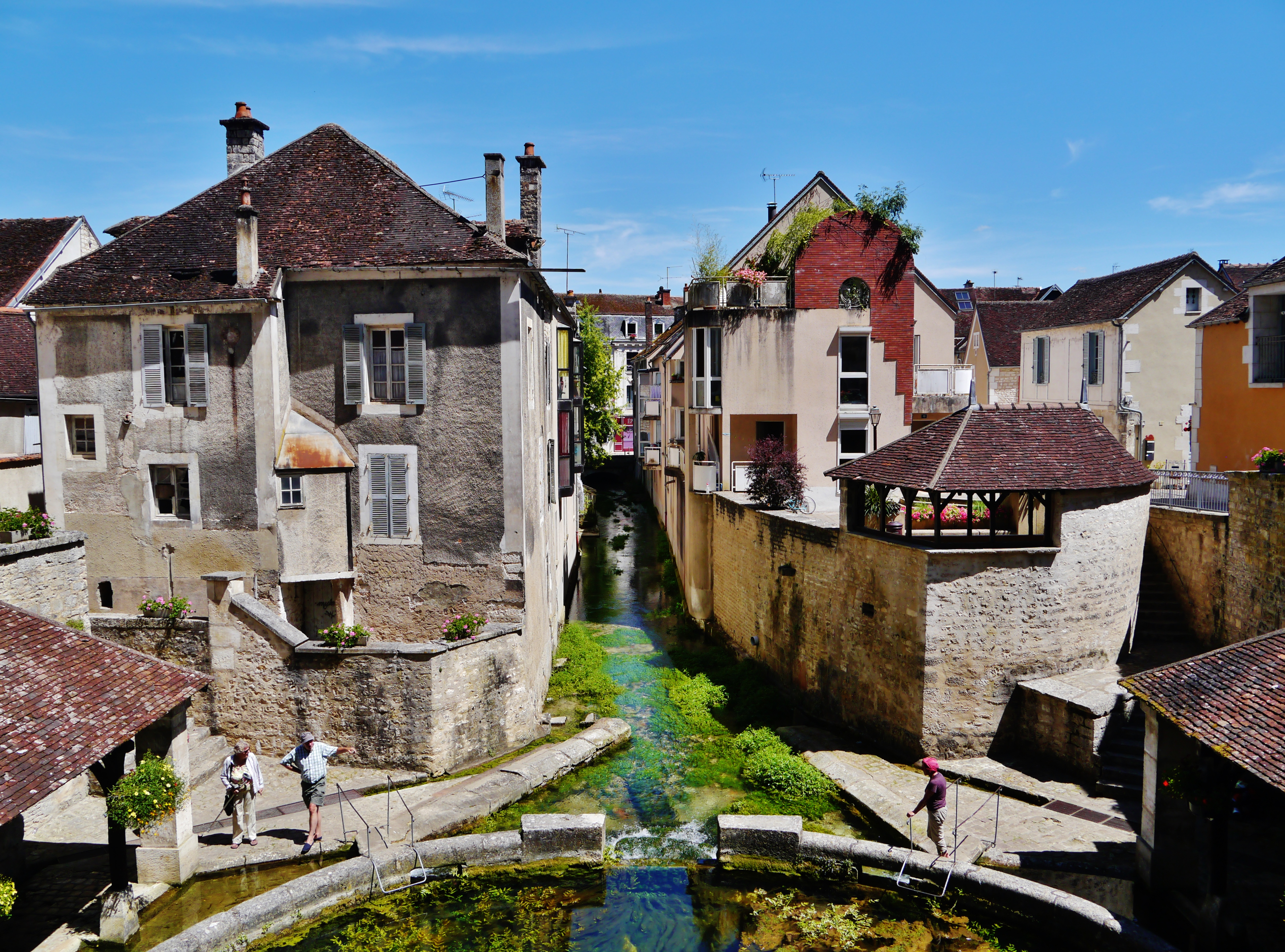
迪奥讷泉（法语：Fosse Dionne）
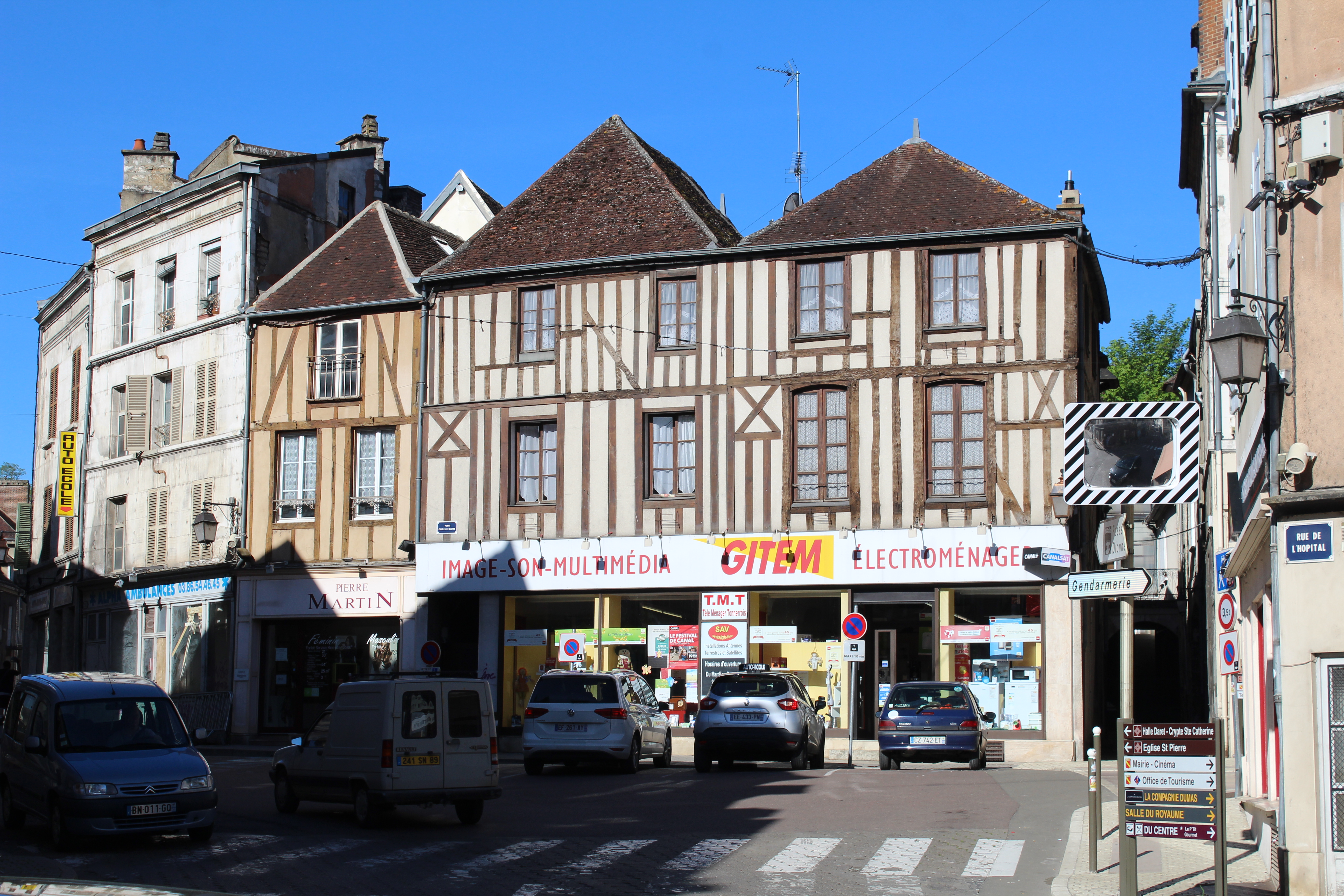
市中心民居

### 旅游
托内尔的旅游事务由其所属的公共社区负责。2020年，托内尔境内共有1家宾馆共计40间房间，另有1个露营地，可容纳共66辆露营车。

### 媒体
法国主要的媒体均可在托内尔接收，法国电视三台下属的勃艮第-弗朗什-孔泰大区频道在部分时段播出托内尔所属区域的地方新闻。
勃艮第女伯爵托内尔的玛格丽特逝世于托内尔。

## 相关人物
法国外交家夏尔·德·博蒙和政治家让-巴蒂斯德-马里·康佩农出生于托内尔。
阿尔芒·科兰亦出生于托内尔，后者创立了同名的出版社，现为法国规模最大的教学及工具书出版社之一。

## 友好城市
截至2020年10月，托内尔共与三座城市互为友好城市关系：
- 德国 蒙塔鲍尔
- 爱尔兰 尼纳
- 捷克 多布日什